# Kamčatský kraj
Kamčatský kraj (rusky Камчатский край) je federální subjekt Ruské federace, jenž zaujímá především území Kamčatského poloostrova. Kraj je součástí Dálněvýchodního federálního okruhu.

## Historie
V roce 1652 vybudovali kozáci pevnost v Anadyru (dnes administrativní centrum Čukotského autonomního okruhu). Ta se stala centrem ruské expanze na poloostrov Kamčatka, který se stal roku 1697 součástí carského Ruska. 2. prosince 1849 byla zřízena svébytná Kamčatská oblast. V roce 1856 byla oblast začleněna do Přímořské oblasti Východní Sibiře. V roce 1909 se oblast stala opět svébytnou. Na přelomu let 1920/21 byla součástí Dálněvýchodní republiky, v roce 1925 začleněna do Dálněvýchodního kraje. V roce 1932 byla, v rámci Dálněvýchodního kraje RSFSR, zřízena Kamčatská oblast, jejíž součástí se stal (až do roku 1993) i Korjacký národnostní okruh. V roce 1938 byl Dálněvýchodní kraj rozdělen na Přímořský a Chabarovský kraj, jehož se stala součástí. 23. ledna 1956 se Kamčatská oblast stala samostatnou oblastí RSFSR.
1. července 2007 vznikl sloučením Kamčatské oblasti (333 644 obyvatel v roce 2002) a Korjackého autonomního okruhu Kamčatský kraj (25 157 obyvatel), kde Korjaci tvořili 26,7 % obyvatelstva. Nový kraj tak měl v okamžiku sloučení přibližně 358 800 obyvatel, Korjaci v něm však dnes[kdy?] tvoří již jen 2,04 %. Sídlem zůstal Petropavlovsk-Kamčatskij, centrum dřívější Kamčatské oblasti.

## Krajské symboly

### Vlajka
Vlajka Kamčatského kraje je tvořena listem o poměru stran 2:3 se dvěma pruhy, bílým a světle modrým, v poměru šířek 2:1. V horním rohu je umístěn (stejně daleko od žerdě i horního okraje) emblém ze znaku kraje: Tři černé sopky s bílými vrcholky postupně se snižující k vlajícímu okraji, a s červenými, bíle lemovanými plameny. Dolní okraj je dvakrát zvlněný. Z krajních sopek vyrůstá kruhové, červené pole, lemované národním ornamentem. Ten je tvořen jedenácti červenými a dvanácti menšími, modrými rovnoramennými trojúhelníky. Ty jsou vzájemně i od kruhového pole odděleny bílým lemováním.

## Geografie
Většinu kraje tvoří Kamčatský poloostrov. Na severu sousedí s Magadanskou oblastí a Čukotským autonomním okruhem. Páteř tvoří středokamčatské pohoří s aktivní sopečnou činností. Ze 160 sopek je 28 činných. Mnoho teplých jezer, termálních pramenů a gejzírů. Nejvyšší hřbety a vrcholy sopek pokrývají ledovce, při úpatí tundra a lesotundra. Ložiska zlata, uhlí, rtuti aj. Řeky hlavně na východě, největší Kamčatka (délka 760 km). Čas se oproti moskevskému času předchází o 8 hodin.

## Administrativní členění

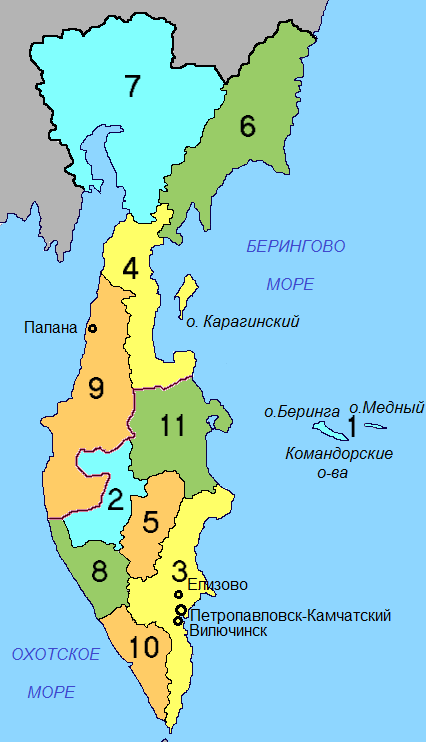
Rajóny Kamčatského kraje

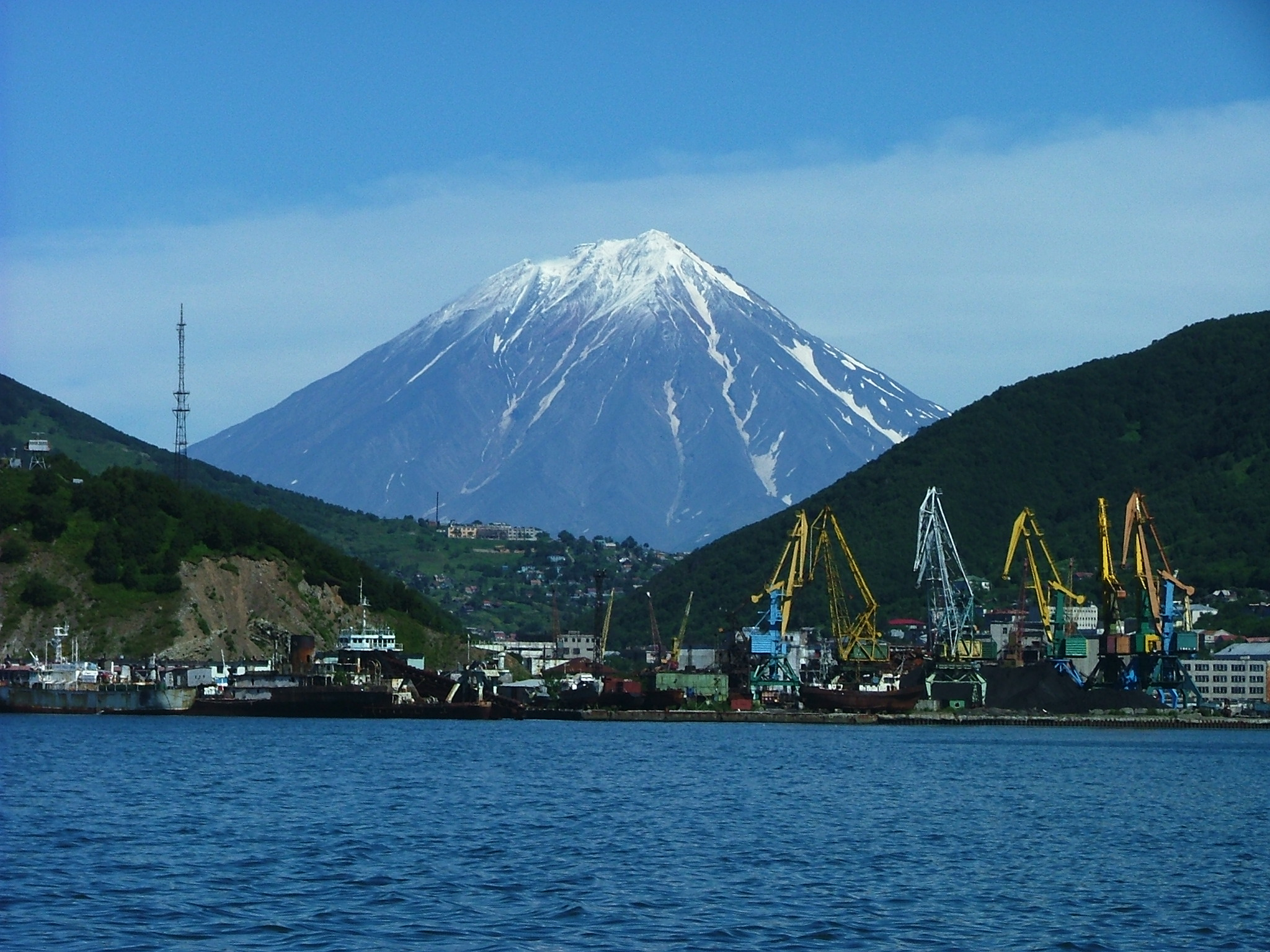
Petropavlovsk-Kamčatskij

Kamčatský kraj se člení (s účinností od 15. června 2020) na 3 městské a jeden obecní okruh a 10 rajónů (4 z nich: Karaginský, Oljutorský, Penžinský a Tigilský jsou zahrnuty do Korjackého okruhu (dříve Korjacký autonomní okruh) – správní a územní jednotky se zvláštním statutem se střediskem v obci Palana).
- Okruh města Petropavlovsk-Kamčatskij
- Okruh uzavřeného města Viljučinsk
- Okruh obce Palana
- Aleutský okruh (1)
- Bystrinský rajón (2)
- Jelizovský rajón (3)
- Karaginský rajón (4)
- Milkovský rajón (5)
- Oljutorský rajón (6)
- Penžinský rajón (7)
- Sobolevský rajón (8)
- Tigilský rajón (9)
- Usť-Bolšerecký rajón (10)
- Usť-Kamčatský rajón (11)

## Hospodářství
Průmysl těžební (uhlí), rybný, loďařský, dřevařský, dřevozpracující, stavebních hmot. V oblasti je Paužetská geotermální elektrárna, což je v Rusku ojedinělé. Chov sobů, kožešinové zvěře, skotu a drůbeže. Pěstují se krmné plodiny, brambory a zelenina. Námořní doprava, přístav Petropavlovsk-Kamčatskij. Důležitým hospodářským odvětvím je rybolov a postupně se rozvíjející turismus.